# Horst Frunder
Horst Frunder (* 3. August 1919 in Königsberg, Ostpreußen; † 25. Januar 2012) war ein deutscher Chemiker, Biochemiker, Arzt und Hochschullehrer.

## Leben
Frunder studierte in Königsberg Medizin und nahm als Truppenarzt am Zweiten Weltkrieg teil.
1943 promovierte Frunder in Königsberg mit einer Arbeit zum Thema Über einen amyloidhaltigen Eiweißstein im Nierenbecken.
Nach dem Krieg ging er als physiologischer Chemiker an das Institut der Medizinischen Fakultät an der Universität Leipzig, welches durch den Krieg fast völlig zerstört war.
1950 habilitierte er sich in Leipzig mit einer Arbeit zum Thema Die Wasserstoffionenkonzentration im Gewebe lebender Tiere nach Messungen mit der Glaselektrode.
1954 wurde er dort zum Professor berufen.
Von 1955 bis 1959 war Frunder Direktor des Physiologisch-Chemischen Instituts Universität Greifswald.
Hier untersuchte er die metabolischen Veränderungen in der Fettleber und die Stoffwechselveränderungen in der Leber nach Verletzungen.
1959 wechselte Frunder an die Friedrich-Schiller-Universität Jena, wo er bis zu seiner Emeritierung im Jahr 1984 blieb.
Hier gründete er 1959 das Institut für Physiologische Chemie und wurde als Professor für Physiologische Chemie dessen Direktor.
Später wurde dieses Institut in Biochemisches Institut der Medizinischen Fakultät der Friedrich-Schiller-Universität Jena umbenannt.
In Jena erforschte Frunder den Kohlenhydratstoffwechsel in der Leber.
Er analysierte dessen Regulation mithilfe mathematischer Modelle auf Basis von Enzymkinetik und Metabolitkonzentration.
Für diese Untersuchungen setzte er bereits die grade entstehenden Computer ein.
Außerdem untersuchte er die intrazelluläre Rolle von Calcium-Ionen und den Phosphoinositiden-Stoffwechsel.
Nach seiner Emeritierung arbeitete Frunder weiter aktiv im Labor mit und durfte nach der Wende 1989 miterleben, wie das Labor neu ausgestattet wurde und sich die Arbeitsbedingungen fundamental verbesserten.

## Auszeichnungen
1962 wurde Frunder als Verdienter Arzt des Volkes ausgezeichnet.
Für seine wissenschaftlichen Leistungen auf dem Gebiet der medizinischen Biochemie sowie der Entwicklung und Anwendung leistungsfähiger Testsysteme für die klinische Chemie wurde Frunder 1982 der Nationalpreis der DDR III. Klasse für Wissenschaft und Technik verliehen.

## Schriften (Auswahl)
- Neuere Ergebnisse der Genetik und ihre medizinische Bedeutung, Books on Demand, 2009, ISBN 978-3837053067
- Physiologische Chemie – ein Arbeitsbuch für Medizinstudenten in der vorklinischen Ausbildung, VEB Deutscher Verlag, 1988, ISBN 978-3333001180
- Stoffwechselregulation, Enzyme, Nukleinsäuren, Biochemie der Ernährung zusammen mit Hans-Dieter Faulhaber, Th. Steinkopff, 1964
- Die Wasserstoffionenkonzentration im Gewebe lebender Tiere – nach Messungen mit der Glaselektrode, Jena: Fischer, 1951